# Grandes éxitos (álbum de Los Tres)
Grandes Éxitos es un álbum recopilatorio de la trayectoria musical de la banda chilena Los Tres. Fue editado en 2006 en formato de disco doble, que contiene un CD con veinte de las canciones más destacadas del grupo, y un DVD con quince de sus videos promocionales. 
El disco cuenta con una carátula diseñada por Álvaro Henríquez y que rememora la clásica portada del álbum Sgt. Pepper's Lonely Hearts Club Band de los Beatles, incorporando en la escena elementos correspondientes a carátulas de discos anteriores de la banda. La presentación del álbum fue escrita por el locutor y crítico musical chileno Sergio "Pirincho" Cárcamo.

## Lista de canciones

### CD
- Canciones escritas por Álvaro Henríquez, excepto donde se indique.

1. "La primera vez" (Henríquez, Roberto Lindl) – 3:42
2. "Pájaros de fuego" – 4:31
3. "Un amor violento" – 4:33
4. "He barrido el sol" – 3:45
5. "Flores Secas" (Henríquez, Lindl) – 5:26
6. "Somos Tontos, No Pesados" – 4:20
7. "El aval" – 3:06
8. "No sabes qué desperdicio tengo en el alma" (Henríquez, Lindl) – 4:35
9. "Se Remata el Siglo" (Henríquez, Lindl) – 2:22
10. "La Espada & la Pared" (Henríquez, Lindl) – 5:04
11. "Tírate" – 3:18
12. "Hojas de Té" – 3:36
13. "Déjate caer" (Henríquez, Lindl) – 3:24
14. "Silencio" – 2:18
15. "Tu Cariño Se Me Va" (Buddy Richard) – 2:51
16. "Olor a gas" (Henríquez, Lindl, Ángel Parra) – 3:42
17. "Jarabe para la Tos" – 3:38
18. "Bolsa de mareo"– 3:35
19. "La torre de Babel" – 3:31
20. "No me falles" (Henríquez, Lindl) – 3:38

- Temas 1, 2, 3, 4, 5 y 6: álbum Los Tres (1991)
- Temas 7, 8 y 9: álbum Se Remata el Siglo (1993)
- Temas 10, 11, 12, 13 y 15: álbum La Espada & la Pared (1995)
- Temas 14, 16, 17, 18 y 19: álbum Fome (1997)
- Tema 20: álbum La Sangre en el Cuerpo (1999)

### DVD
- Contiene los vídeos promocionales de los siguientes temas:

1. "Un amor violento"
2. "Pájaros de fuego"
3. "He barrido el sol"
4. "No sabes qué desperdicio tengo en el alma"
5. "El aval"
6. "Feliz de perder"
7. "Déjate caer"
8. "La Espada & la Pared"
9. "Traje desastre"
10. "Bolsa de mareo"
11. "Olor a gas"
12. "La torre de Babel"
13. "Silencio"
14. "No me falles"
15. "La respuesta"

## Créditos
- Álvaro Henríquez – Voz, Guitarras
- Roberto Lindl – Bajo
- Ángel Parra – Guitarras
- Francisco Molina – Batería

- Concepto de carátula por Álvaro Henríquez
- Arte y diseño por Carlos Cadenas
- Producción ejecutiva: Daniel Henríquez O.
- Coordinación de proyecto: Claudia Schlegel